# Massive Monster Mayhem
Massive Monster Mayhem (literalmente Caos masivo de monstruos, y MMM, la liga monstruosa en Latinoamérica) es un programa de televisión de programas de juegos que combina elementos de acción en vivo y animación CGI. Se estrenó en Family Channel y TeenNick el 25 de octubre de 2017. La serie fue creada por Artur Spigel y Michael Chaves. Se emitió en Nickelodeon en el Reino Unido e Irlanda el 26 de febrero de 2018, se emitirá en Pop Max en el Reino Unido en 2019, esta programa de televisión fue una parodia de Titanes del Pacífico.

## Sinopsis
Cada episodio comienza con el malvado señor intergaláctico Master Mayhem amenazando a la Tierra con sus planes de destruirla. Tres niños compiten en una serie de desafíos para tener la oportunidad de enfrentarse a Master Mayhem de Master Mayhem mientras los monstruos causan estragos en la Tierra. Presenta una jugabilidad en vivo de niños en desafíos futuristas contra monstruosas superestrellas de monstruos para tener la oportunidad de ganar premios y salvar al planeta de la destrucción.
Cuando se desata la Monster Superstar presentada, el locutor dará una descripción sobre ellos, de qué planeta son y sus trabajos secundarios.
Cada episodio también presenta algunos envolventes cómicos que involucran a Master Mayhem en su condominio espacial en otro planeta.

## Personajes

### Principales
- Graham Conway (Él Mismo) - El copresentador de  Massive Monster Mayhem .

- Devon Deshaun Stewart (Él Mismo) - El copresentador de  Massive Monster Mayhem .

- Anunciador (expresado por Artur Spigel): con frecuencia se escucha al locutor describiendo a cada una de las superestrellas de monstruos cuando se desatan en la Tierra y describen a Mega City.

- Alcaldesa de Mega City (interpretado por Dana Schiemann) - Una mujer sin nombre que es la alcaldesa de Mega City. Cuando intentaba describir una característica de Mega City, a menudo se lastimaba con la Monster Superstar presentada.

- Master Mayhem (en Español: Maestro de Caos) (interpretado por Thomas Lorber, con la voz de Daniel Davies) - Un malvado señor intergaláctico que es el principal antagonista de la serie. Él presenta varios planes para destruir la Tierra y se atiene a las reglas de la Alianza de Batalla Intergaláctica. Master Mayhem vive en un condominio espacial en un planeta no identificado.

## Massive monster
En cada episodio, Master Mayhem enviaría una de sus superestrellas massive monster a la Tierra para causar estragos que daría lugar a los jugadores que luchan contra ellos en el Machaque. Cada una de las superestrellas de monstruos tiene su propio nivel de Caos. Las superestrellas de monstruos consisten en:
- RoBro (interpretado por Aiden Coleman, con la voz de Artur Spigel): un Buff Bot del Club de fitness del planeta Dumbell que fue el resultado de que todos los robots superpoderosos del planeta se fusionaron en un gran Buff Bot siguiendo un intenso programa de entrenamiento. También tiene planes de poner en forma cualquier planeta con sus visitas. Nivel de caos de RoBro es 8.

- Dome Diddy Dome (interpretado por Ben Van Hues, con la voz de Artur Spigel) - El Vaso de venganza robótico del planeta Randome. Fue forjado en el horno ardiente de un sol moribundo. Cualquier objeto colocado en el domo de Dome Diddy Dome cobra vida y controla su cuerpo. Su nivel de Caos es aleatorio dependiendo del objeto en su cúpula.

- Teensy the Tri-Terror-Tops (en Español: Tinsi el Triterrortops) (interpretado por Kai Ferris, con la voz de Jon Davis) - A Tri-Terror-Tops del planeta Dinorrhea en la Galaxia Cretácica. Fuera de ser el gobernante de Dinorrhea, también es el anfitrión adorable de las series de televisión favoritas de los niños "Teensy Time". El nivel de nivel de Caos de Teensy es 9.

- Macho Cheese (en Español: Macho Queso) (interpretado por Thomas Lorber y Ben Van Hues, con la voz de Artur Spigel) - Un queso de lucha libre con el nombre Appeterrorista con una gran cabeza pesada de las Lunas del Planeta Mu Mu que había fermentado durante millones de años en el centro de la Vía Láctea. Cuando Macho Cheese no se está derritiendo en los planetas, persigue su sueño de ser un comediante aunque cuenta chistes malos. Su nivel de Caos es 7.

- Major Disappointment (en Español: Gran Decepción) (interpretada por Aiden Coleman, con la voz de Graham Conway) - Una super celebridad titulada del planeta Cellphie. Siendo el hijo de las Superestrellas de Monstruos más grandes y temidas de todos los tiempos, donde heredó la fuerza de su padre y los ojos brillantes de su madre, no ha vivido a la altura de su potencial de conquistar el universo donde solía enviar mensajes de texto en su celda. llamar por teléfono y ordenar Su nivel de Caos es 6.

- Me-Ouch (en Español: ¡Mi-Auch!) (Interpretado por Anna Spaershteyn, con la voz de Catarina Ciccone): un Ti-grrrl con dientes de láser del planeta Bola de Piel que disfruta destruyendo planetas y arruinando los muebles de las personas. ¡Me-Ouch! es una amenaza cuádruple, lo que significa que ella es extremadamente amenazante. Su nivel de Caos es 9.

- Eye Eye Eye (en Español: Ojo Ojo Ojo) (interpretado por Margaryta Soldotova) - Una reina guerrera de tres ojos, ídolo del planeta Ohno, donde ella es su feroz e intrépido defensor. Un ojo ve el pasado, un ojo ve el futuro y el otro ojo se centra en patear los traseros de su oponente. Eye Eye Eye tiene la fuerza para literalmente mover montañas y aplastar planetas como techos de vidrio. Además, Eye Eye Eye tiene un antiguo juramento para golpear a cualquiera que la moleste. Su nivel de Caos es 9.

## Producción
"Massive Monster Mayhem" fue creado por Artur Spigel y Michael Chaves, con Spigel, Steven DeNure, Anne Loi, Asaph Fipke, Ken Faier y Josh Scherba como productores ejecutivos. The show is filmed against a greenscreen, with Toronto video effects company Playfight providing the real-time CGI environment.